# Géocoucou tacheté
Tapera naevia
Genre
Espèce
Statut de conservation UICN

 LC  : Préoccupation mineure
Le Géocoucou tacheté (Tapera naevia) est une espèce d'oiseau de la famille des Cuculidae.

## Étymologie
Dans son ouvrage intitulé : Deux années au Brésil (1862), le peintre François-Auguste Biard a écrit : Cette première nuit, j'entendis des cris de tous côtés ; plusieurs me furent très désagréables…, surtout celui d'un oiseau dont on m'avait parlé. Cet oiseau, que les Indiens nomment "saci" (pt) parce qu'il semble prononcer ces deux syllabes, est pour eux un objet de superstition ; ils pensent que sous cette forme, subsiste l'âme de quelqu'un  de leurs parents. J'ai passé plus tard bien des jours à le chasser : guidé par son cri, je m'avançais doucement, avec précaution, retenant mon haleine : un instant, il se taisait, et quand je faisais un pas de plus, le cri se répétait, mais derrière moi. Je n'ai jamais pu le voir.

## Description
Il a la tête chamois avec une large bande oculaire et une bande malaire sombre. Présence d'un anneau orbital jaune-vert. La calotte et la nuque sont striées de roux et de noir. La gorge et les parties inférieures sont chamois clair virant au ocre sur les flancs postérieurs et la couverture sous-caudale. Les parties supérieures sont cannelle à chamois. Le dos est rayé grossièrement de noirâtre. Le croupion et la couverture caudale sont striés étroitement de noir. Les rémiges et la queue sont grisâtres. Les rectrices ont de larges bords cannelle. Le bec est grisâtre, plus clair en dessous, l'œil est brunâtre pâle et les pattes sont grisâtres.

## Répartition
On le rencontre au nord de l'Argentine, au Belize, à l'est de la Bolivie, au Brésil, en Colombie, au Costa Rica, en Equateur, au Guatemala, au Guyana, en Guyane, au Honduras, au Mexique (Veracruz, Tabasco, Chiapas, Quintana Roo), au Nicaragua, au Panama, au Paraguay, à l'est du Pérou, au Salvador, au Surinam, à Trinidad-et-Tobago, en Uruguay et au Venezuela.

## Habitat
Il fréquente les forêts de seconde de croissance et les zones broussailleuses.